# Adelheid von Nassau-Dillenburg

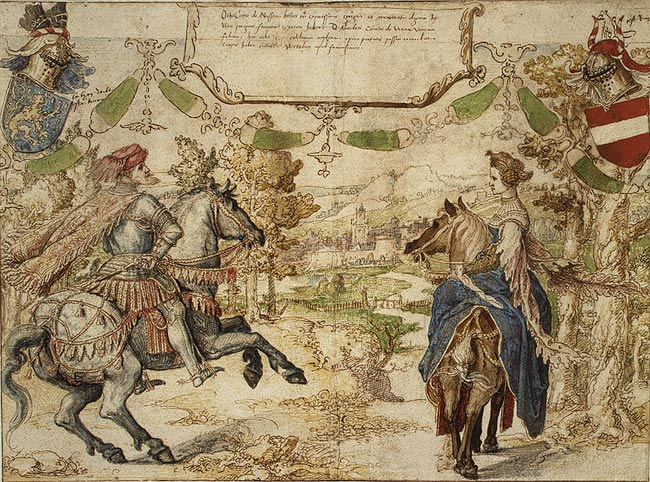
Graf Otto II. von Nassau-Siegen und seine Ehefrau Adelheid von Vianden (Bernaert van Orley, um 1530)

Adelheid von Nassau-Dillenburg (* vor 1331; † nach 1381) war durch Heirat Gräfin von Nassau-Dillenburg und wurde als Witwe Äbtissin im Kloster Keppel.

## Leben
Adelheid wurde als Tochter des Grafen Gottfried II. von Vianden geboren. Sie heiratete am 23. Dezember 1331 den Grafen Otto II. von Nassau-Siegen (bei der Erbteilung nach dem Tod seines Vaters wurde er Graf von Nassau-Dillenburg), mit dem sie die Kinder Johann I. (1339–1416), Heinrich († 1402) und Otto (1341–1384, Kanoniker in Mainz) hatte.
Nach dem Tod ihres Mannes im Jahre 1350 oder 1351 übernahm Adelheid die vormundschaftliche Führung der Regierungsgeschäfte für ihren Sohn Johann bis zu dessen Volljährigkeit im Jahre 1360. Dabei musste sie sich gegen erheblichen Widerstand des eingesessenen Adels durchsetzen. Sie ließ die Burg Tringenstein als Gegenmaßnahme zur Burg Neu-Dernbach errichten.
Adelheid wurde danach Prämonstratenserin und ging in das Kloster Keppel, wo sie ab 1375 als Meisterin und 1378 bis 1381 als Äbtissin belegt ist.
Ihr Erbanspruch als Schwester des letzten Grafen von Vianden, übergegangen auf ihre Nachkommen, ermöglichte im Jahre 1420 den Anfall der Grafschaft Vianden an Nassau-Dillenburg.